# ルイス・バラガン邸と仕事場
ルイス・バラガン邸と仕事場（Casa Estudio Luis Barragán）は、20世紀メキシコを代表する建築家の一人であるルイス・バラガンが、後半生を過ごした自宅兼仕事場である。2004年に、ユネスコの世界遺産に登録された。
ルイス・バラガンは、1939年頃にメキシコシティ郊外に土地を購入し、その一部に1948年に自宅兼仕事場を建てた。フランシスコ・ラミレス将軍通りの12番地と14番地に位置し、12番地は仕事場、14番地は自宅に当たる。それぞれの建物は結ばれているが、通りに面した入り口もそれぞれについている。
コンクリート作りの三階建てで、総面積は1161 m2 である（これがそのまま世界遺産としての登録範囲になった）。彼の建築は内部空間の使い方や庭園に特色があり、伝統とモダニズム建築を融合させたそのスタイルは、他の建築家たちにも影響を及ぼした。
バラガンは1988年にこの邸宅で亡くなった。同じ年には、邸宅部分（14番地）が国の芸術的記念物（National Artistic Monument）に指定されている。現在の所有権は、ハリスコ州政府とバラガン財団（Fundación de Arquitectura Tapatía Luis Barragán）にある。

## 登録基準
この世界遺産は世界遺産登録基準のうち、以下の条件を満たし、登録された（以下の基準は世界遺産センター公表の登録基準からの翻訳、引用である）。
- (1) 人類の創造的才能を表現する傑作。
- (2) ある期間を通じてまたはある文化圏において、建築、技術、記念碑的芸術、都市計画、景観デザインの発展に関し、人類の価値の重要な交流を示すもの。